# Chopin (cráter)
Chopin es un cráter de impacto de 131 km de diámetro del planeta Mercurio. Debe su nombre al compositor y pianista francés Frédéric Chopin (1810-1849), y su nombre fue aprobado por la  Unión Astronómica Internacional en 1976.